# Julianna (Kaleda)
Julianna, imię świeckie Marija Glebowna Kaleda (ur. 8 kwietnia 1961) – rosyjska mniszka prawosławna, przełożona stauropigialnego monasteru Poczęcia św. Anny w Moskwie.

## Życiorys
Jej ojcem był Gleb Kaleda, wykładowca geologii, a następnie kapłan prawosławny. Matka przyszłej ihumenii, Lidia Kaleda zd. Ambarcumowa wywodziła się z rodziny prawosławnego duchownego i nowomęczennika Władimira Ambarcumowa, po śmierci męża wstąpiła do klasztoru i przyjęła imię zakonne Georgina.
Życie monastyczne rozpoczęła przed 1991 i na początku lat 90. XX wieku zajmowała się odbudową żeńskiej wspólnoty zakonnej w monasterze Poczęcia św. Anny w Moskwie. Jego przełożoną została w 1995, zaś w 1999 otrzymała godności igumeni. W marcu 2013 objęła dodatkowo stanowisko wiceprzewodniczącej Wydziału Synodalnego ds. Monasterów i Życia Mniszego Patriarchatu Moskiewskiego.
Odznaczona cerkiewnym orderem św. Eufrozyny Połockiej III stopnia.